# Kanton Firminy
Firminy is een kanton van het Franse departement Loire. Het kanton maakt deel uit van het arrondissement Saint-Étienne.

## Gemeenten
Het kanton Firminy omvat de volgende gemeenten:
- Çaloire
- Firminy (hoofdplaats)
- Fraisses
- Saint-Paul-en-Cornillon
- Unieux

Bij de herindeling van de kantons met uitwerking in 2015 werd dit kanton niet gewijzigd.